# Futsal Mad Max
Il Futsal Mad Max, noto anche come Mad Max Valkeakoski per localizzare geograficamente la squadra, è una società di calcio a 5 finlandese con sede a Valkeakoski.

## Storia
Fondata nel 2004, la squadra di Valkeakoski ha disputato, alla stagione 2008-09, cinque campionati nazionali in cui ha raggiunto un titolo di Finlandia nel 2005-06 e la Coppa di Finlandia nella stagione 2007-08.

## Palmarès
- Campionato finlandese: 1
2005-2006
- Coppa di Finlandia: 1
2007-2008